# The Flintstones
The Flintstones (tạm dịch: Gia đình Flintstones) là sê-ri sitcom hoạt hình Mỹ do Hanna-Barbera sản xuất cho đài ABC. Bối cảnh trong phim được đặt trong thời kỳ đồ đá, các nhân vật sống trong một cụm dân cư với gia đình và hàng xóm của mình. Thời gian phát sóng gốc của sê-ri là từ ngày 30/9/1960 đến 1/4/1966.